# Брюнчугин, Евгений Васильевич
Евгений Васильевич Брюнчугин (14 марта 1899, Меленко — 30 октября 1981, Киев) — советский кинорежиссёр.

## Биография
Родился в 1899 году в городе Меленки Ивановской области.
В 1924—1926 годах учился на литературном факультете Ленинградского института истории искусств.
В 1930 году окончил сценарные курсы ленинградской студии «Союзкино».
В 1930—1936 годах — режиссёр-монтажёр «Союзкино».
В 1937—1950 годах — помощник режиссёра, ассистент режиссёра и режиссёр киностудии «Ленфильм», с 1950 года — второй режиссёр.
С 1953 года — режиссёр-постановщик киевской киностудии имени А. Довженко.
Умер в 1981 году в Киеве.

## Фильмография

### Режиссёр
- 1940 — На дальней заставе
- 1941 — Отважные друзья (короткометражный)
- 1953 — Тарапунька и Штепсель под облаками (короткометражный)
- 1954 — «Богатырь» идёт в Марто — совместно с С. Навроцким
- 1961 — Морская чайка
- 1958 — Сашко
- 1956 — Когда поют соловьи
- 1962 — Среди добрых людей — совместно с А. Буковским
- 1968 — Беглец из «Янтарного» — совместно с И. Ветровым

В качестве второго режиссёра участвовал в съёмках фильмов В. Брауна: «В дальнем плавании» (1945), «В мирные дни» (1950), «Максимка» (1952).
Также снял документальные фильмы «Советское Черноморье» (1949, в соавторстве), «Курорты Карпат» (1951).